# Долинська сільська рада (Саратський район)
Доли́нська сільська́ ра́да — колишня  адміністративно-територіальна одиниця та орган місцевого самоврядування в Саратському районі Одеської області. Адміністративний центр — село Долинка.

## Загальні відомості
Долинська сільська рада утворена в 1945 році.
- Територія ради: 21,24 км²
- Населення ради: 873 особи (станом на 2001 рік)
- Територією ради протікає річка Когильник

## Населені пункти
Сільській раді були підпорядковані населені пункти:
- с. Долинка

## Населення
За переписом населення України 2001 року в селі мешкало 857 осіб.

### Мова
Розподіл населення за рідною мовою за даними перепису 2001 року:
| Мова       | Відсоток |
| ---------- | -------- |
| російська  | 39,52 %  |
| українська | 37,80 %  |
| молдовська | 11,34 %  |
| болгарська | 8,59 %   |
| гагаузька  | 1,49 %   |
| румунська  | 0,34 %   |
| білоруська | 0,11 %   |
| вірменська | 0,11 %   |
| грецька    | 0,11 %   |
| циганська  | 0,11 %   |
| інші       | 0,48 %   |

## Склад ради
Рада складалася з 16 депутатів та голови.
- Голова ради: Мілован Лариса Валентинівна
- Секретар ради: Демченко Валентина Олександрівна

### Керівний склад попередніх скликань
| Прізвище, ім'я, по батькові | Основні відомості                                                                       | Дата обрання | Дата звільнення |
| --------------------------- | --------------------------------------------------------------------------------------- | ------------ | --------------- |
| Статіров Володимир Іванович | Сільський голова, 1975 року народження, безпартійний                                    | 26.03.2006   | 31.10.2010      |
| Мілован Лариса Валентинівна | Сільський голова, 1966 року народження, освіта середня спеціальна, член Партії регіонів | 31.10.2010   |                 |

Примітка: таблиця складена за даними сайту Верховної Ради України

### Депутати
За результатами місцевих виборів 2010 року депутатами ради стали:

#### За суб'єктами висування
| Суб'єкт висування            | Кількість обраних депутатів | %    |
| ---------------------------- | --------------------------- | ---- |
| Самовисування                | 11                          | 68,8 |
| Соціалістична партія України | 3                           | 18,8 |
| Партія регіонів              | 2                           | 12,5 |

#### За округами
| № округу                     | Прізвище, ім'я, по батькові   | Дата визнання обраним | Освіта             | Партійна приналежність | Відомості про обраного депутата               |
| ---------------------------- | ----------------------------- | --------------------- | ------------------ | ---------------------- | --------------------------------------------- |
| Партія регіонів              |                               |                       |                    |                        |                                               |
| 9                            | Дімов Іван Іванович           | 03.11.2010            | вища               | позапартійний          | ОАО «Більшовик», агроном                      |
| 10                           | Вололовцева Раїса Іванівна    | 03.11.2010            | середня            | позапартійна           | ОАО «Більшовик», обліковець                   |
| Соціалістична партія України |                               |                       |                    |                        |                                               |
| 3                            | Малюкіна Марія Василівна      | 03.11.2010            | середня спеціальна | позапартійна           | ОАО «Більшовик», секретар                     |
| 5                            | Станімак Олена Іванівна       | 03.11.2010            | середня            | позапартійна           | приватний підприємець, продавець              |
| 15                           | Перехрест Тетяна Салімівна    | 03.11.2010            | середня            | позапартійна           | ОАО «Більшовик», завгосп                      |
| Самовисування                |                               |                       |                    |                        |                                               |
| 1                            | Демченко Валентина Олексіївна | 03.11.2010            | вища               | позапартійна           | приватний підприємець                         |
| 2                            | Грибков Сергій Михайлович     | 03.11.2010            | середня спеціальна | позапартійний          | м. Одеса, водій                               |
| 4                            | Шинкаренко Василь Васильович  | 03.11.2010            | вища               | позапартійний          | сільська рада, землевпорядник                 |
| 6                            | Мельник Наталя Анатоліївна    | 03.11.2010            | вища               | позапартійна           | тимчасово не працює                           |
| 7                            | Триколіч Борис Еммануїлович   | 03.11.2010            | середня            | позапартійний          | ОАО «Більшовик», тракторист                   |
| 8                            | Узун-Куртогло Іван Васильович | 03.11.2010            | середня            | позапартійний          | ОАО «Більшовик», тракторист                   |
| 11                           | Атанасова Світлана Василівна  | 03.11.2010            | вища               | позапартійна           | ОАО «Більшовик», завідувачка дитячого садка   |
| 12                           | Тіщенко Ігор Іванович         | 03.11.2010            | середня            | позапартійний          | ОАО «Більшовик», тракторист                   |
| 13                           | Черненко Олег Борисович       | 03.11.2010            | вища               | позапартійний          | тимчасово не працює                           |
| 14                           | Вололовцев Степан Васильович  | 03.11.2010            | вища               | позапартійний          | дитячий оздоровчий центр «Сонячний», директор |
| 16                           | Гіц Іванна Семенівна          | 03.11.2010            | вища               | позапартійна           | Долинська загальноосвітня школа, вчитель      |